# Donda
Donda – dziesiąty album studyjny rapera oraz producenta muzycznego Kanyego Westa, wydany 29 sierpnia 2021 przez label Getting Out Our Dreams oraz Def Jam Recordings. To także ostatni album pod ich szyldem. Wystąpili na nim m.in: Playboi Carti, Kid Cudi, Jay-Z, DaBaby, Marilyn Manson, Travis Scott, Lil Baby, Baby Keem, Fivio Foreign, Ty Dolla Sign. 14 listopada 2021 również została wydana wersja deluxe, która zawierała pięć dodatkowych utworów oraz nowe gościnne występy André 3000, Tylera, the Creatora czy KayCyy. Album znalazł się w streamingach muzycznych  oraz został wydany na płytach kompaktowych oraz winylowych. 
Po dwudziestu czterech godzinach od wydania, album był numerem 1 w 130 krajach na świecie (w tym w Polsce) w serwisie streamingowym Apple Music.
Na liście Billboard Hot 100 znajdowały się 23 utwory z albumu „Donda” (według stanu na 11 września 2021).
Po blisko dwóch miesiącach od wydania albumu „Donda” przekroczyła 1 miliard odtworzeń w serwisie Spotify.
W Polsce nagrania uzyskały certyfikat platynowej płyty.

## Nominacje i nagrody Grammy
- Album Roku („Donda”) – Nominacja[36]
- Najlepszy Album Rapowy („Donda”) – Nominacja
- Najlepsza Piosenka Rapowa („Jail”) – Wygrana
- Najlepszy Melodyjny Rap („Hurricane”) – Wygrana

## Lista utworów
1. Donda Chant – 0:52
2. Jail (gościnnie Jay-Z) – 4:57
3. God Breathed (gościnnie Vory) – 5:33
4. Off The Grid (gościnnie Playboi Carti oraz Fivio Foreign) – 5:39
5. Hurricane (gościnnie Lil Baby oraz The Weeknd) – 4:03
6. Praise God (gościnnie Baby Keem oraz Travis Scott) – 3:46
7. Jonah (gościnnie Lil Durk oraz Vory) – 3:15
8. Ok Ok (gościnnie Fivio Foreign, Lil Yachty oraz Rooga) – 3:24
9. Junya (gościnnie Playboi Carti) – 2:27
10. Believe What I Say – 4:02
11. 24 – 3:17
12. Remote Control (gościnnie Young Thug) – 3:18
13. Moon (gościnnie Don Toliver oraz Kid Cudi) – 2:36
14. Heaven And Hell – 2:25
15. Donda (gościnnie Tony Williams) – 2:08
16. Keep My Spirit Alive (gościnnie Conway The Machine oraz Westside Gunn) – 3:41
17. Jesus Lord (gościnnie Jay Electronica) – 8:58
18. New Again (gościnnie Chris Brown (piosenkarz)) – 3:03
19. Tell The Vision (gościnnie Pop Smoke) – 1:44
20. Lord I Need You – 2:42
21. Pure Souls (gościnnie Roddy Ricch oraz Shenseea) – 5:58
22. Come To Life – 5:10
23. No Child Left Behind (gościnnie Vory) – 2:58
24. Jail Pt.2 (gościnnie DaBaby oraz Marilyn Manson) – 4:57
25. Ok Ok Pt.2 (gościnnie Rooga i Shenseea) – 3:24
26. Junya Pt.2 (gościnnie Playboi Carti oraz Ty Dolla Sign) – 3:02
27. Jesus Lord Pt.2 (gościnnie Jay Electronica oraz The Lox) – 11:30

Wersja Deluxe: 
1. Donda Chant – 0:52
2. Hurricane (gościnnie Lil Baby oraz The Weeknd) – 4:03
3. Moon (gościnnie Don Toliver oraz Kid Cudi) – 2:36
4. Life Of The Party (gościnnie André 3000) – 6:31
5. Off The Grid (gościnnie Playboi Carti oraz Fivio Foreign) – 5:39
6. Jail (gościnnie Jay-Z) – 4:57
7. Praise God (gościnnie Baby Keem oraz Travis Scott) – 3:46
8. Come To Life (gościnnie Tyler, the Creator) – 5:10
9. Believe What I Say – 4:02
10. No Child Left Behind (gościnnie Vory) – 2:58
11. Up From The Ashes – 2:42
12. Remote Control (gościnnie Kid Cudi oraz Young Thug) Pt.2 – 5:23
13. God Breathed (gościnnie Vory) – 5:33
14. Lord I Need You – 2:42
15. 24 – 3:17
16. Junya (gościnnie Playboi Carti) – 2:27
17. Never Abandon Your Family – 3:27
18. Donda (gościnnie Tony Williams) – 2:08
19. Keep My Spirit Alive (gościnnie Conway The Machine oraz Westside Gunn) – 3:41
20. Jesus Lord Pt.2 (gościnnie Jay Electronica, Swizz Beatz oraz The Lox) – 12:06
21. Heaven And Hell – 2:25
22. Remote Control (gościnnie Young Thug) – 3:18
23. Tell The Vision (gościnnie Pop Smoke) – 1:44
24. Jonah (gościnnie Lil Durk oraz Vory) – 3:15
25. Pure Souls (gościnnie Roddy Ricch oraz Shenseea) – 5:58
26. Ok Ok (gościnnie Lil Yachty oraz Rooga) – 3:24
27. New Again – 3:03
28. Jesus Lord (gościnnie Jay Electronica) – 8:58
29. Ok Ok Pt.2 (gościnnie Shenseea) – 3:24
30. Junya Pt.2 (gościnnie Playboi Carti oraz Ty Dolla Sign) – 3:02
31. Jail Pt.2 (gościnnie DaBaby oraz Marilyn Manson) – 4:57
32. Keep My Spirit Alive (gościnnie KayCyy) Pt.2 – 3:41